# アデリーペンギン属
アデリーペンギン属（アデリーペンギンぞく、Pygoscelis）は、ペンギン目ペンギン科に分類される属。別名ジェンツーペンギン属。模式種はジェンツーペンギン。

## 分類
以下の現生種の分類・英名は、IOC World Bird List (v13.2) に従う。和名は山階 (1986)・ライリー (1997) に従う。 
- Pygoscelis adeliae アデリーペンギン Adelie penguin
- Pygoscelis antarctica ヒゲペンギン Chinstrap penguin
- Pygoscelis papua ジェンツーペンギン Gentoo penguin